# Pine Prairie
Pine Prairie is een plaats (village) in de Amerikaanse staat Louisiana, en valt bestuurlijk gezien onder Evangeline Parish.

## Demografie
Bij de volkstelling in 2000 werd het aantal inwoners vastgesteld op 1087.
In 2006 is het aantal inwoners door het United States Census Bureau geschat op 1245, een stijging van 158 (14,5%).

## Geografie
Volgens het United States Census Bureau beslaat de plaats een oppervlakte van
3,5 km², geheel bestaande uit land. Pine Prairie ligt op ongeveer 37 m boven zeeniveau.

## Plaatsen in de nabije omgeving
De onderstaande figuur toont nabijgelegen plaatsen in een straal van 28 km rond Pine Prairie.